# Морган, Анна
Анна Морган (1851—1936) — известная преподавательница драматического искусства в конце XIX века, которая основала собственную школу, Anna Morgan Studios, в Чикаго. Анна Морган сыграла важную роль в формировании стандартов по обучению искусству речи и театральному мастерству (как образовательных дисциплин) и способствовала становлению малых театров как формы организации театра.

## Детство и молодость
Анна Морган родилась 24 февраля 1851 г. во Флеминге, Кейюга, Нью-Йорк, США. Она была дочерью Мэри Джейн Торнтон Морган (англ. Mary Jane Thornton Morgan) и Аллен Денисон Морган (англ. Allen Denison Morgan), владельца фермерского хозяйства, который работал в Законодательном собрании штата Нью-Йорк в 1860—1861 годы. Анна была старшим ребёнком в семье, у неё было два родных брата и три родные сестры. Они посещали школу в Оберне (округ Кейюга) до смерти их отца в 1876 году, после чего мать с детьми переехала в Чикаго. В 1877 году, Анна Морган начала учиться красноречию в музыкальной школе Херши (англ. Hershey Music School). Уже в школе Анна выделялась своей натуралистической манерой драматического чтения, которая не была свойственна той эпохе. Её начинают выделять как любимого чтеца Чикаго (англ. “Miss Anna Morgan, Chicago’s Favorite Reader”).

## Зрелые годы
В 1880—1883 годах Анна Морган сотрудничала с Redpath Lyceum Bureau, путешествуя с ними по крупным городам, таким как Нью-Йорк и Бостон, где они показывали своё шоу. В 1884 году Морган присоединилась к оперному театру консерватории (англ. Chicago Opera House Conservatory), где начала фокусироваться на преподавании драмы. Хотя её постановки не были масштабными, часто ограничиваясь сценой консерватории, Морган была известна её утончённым вкусом и изощрённостью в выборе пьесы. В дополнение к популярным пьесам своего времени, она адаптировала шекспировские трагедии, классические греческие трагедии и современную поэзию.

## Anna Morgan Studios
В 1898 году, Морган ушла из консерватории и открыла Anna Morgan Studios в Чикагском Здании Изящных Искусств.
Анна Морган представила своих учеников в постановке пьесы «Кандида» Джорджа Бернарда Шоу — пьеса была впервые поставлена на территории США, постановка не была согласована с автором. Аналогичным образом в 1899 году была поставлена пьеса «Цезарь и Клеопатра».
Анна была первой, кто поставил в США спектакли многих европейских драматургов, таких как Генрик Ибсен, Джордж Бернард Шоу и Морис Метерлинк.
В студии Анны Морган преподавались театральная и политическая история, литература, драматургия, этикет, актёрское и сценическое искусство. Ученики студии учились выражать эмоций посредством положения тела и жестов, применяя принципы метода Франсуа Дельсарта.
Анна отказалась от предложений преподавать в Нью-Йорке, Париже, Лондоне и Флоренции, чтобы остаться в своей школе и реализовывать свои задумки на Чикагской драматической сцене.
Анна руководила студией до выхода на пенсию в 1925 году.
В возрасте 85 лет Анна Морган умерла 27 августа 1936 года в Чикаго.

## Значительные литературные произведения Анны Морган
Анна Морган написала три книги о речи и театре.
- An Hour with Delsarte (1889)
- Selected Readings, designed to impart to the student an appreciation of literature in its wider sense (1909)
- The Art of Speech and Deportment (1909)